# Zópiro de Tarento
Zópiro de Tarento foi um filósofo pitagórico e engenheiro militar grego, do século IV a.C.

## Biografia
Zópiro foi primeiro discípulo e ulteriormente membro da escola platónica de Arquitas. Com efeito, encontra-se arrolado ao catálogo de pitagóricos elaborado por Jâmblico, com base nos registos de Aristóxenes.
Foi responsável pela construção de duas gastrafetas de assédio, aparelhos bélicos de poliorcética. Uma delas esteve sita em Mileto e outra em Cumas. Pelo que as referidas bestas de assédio teriam sido construídas para responder, como o nome indica, aos cercos (assédios), que obsidiaram as respectivas cidades em 421 e 401 a.C.
Bíton de Pérgamo situa esta empreitada de Zópiro em Cumas ainda antes da tomada da cidade às mãos dos Sabinos.
Zópiro, tal como Arquitas, tanto fora um engenheiro como um místico, tendo escrito obras de poesia órfica, com escopos esotéricos.